# Erna Wachtel
Erna Wachtel (* 3. April 1907 in Ratibor, Oberschlesien; † 1. Juni 1995 in Chicago, Illinois) war eine deutschamerikanische Turnerin, Trainerin und Sachbuchautorin.

## Leben
Das Gerätturnen lernte sie als Jugendliche im Turnverein Eiche Ratibor (TV Eiche Ratibor). Im Jahr 1926 wanderte sie in die Vereinigten Staaten aus, kam in Chicago an und wurde eine der Ersten, die die Sportdisziplin Gerätturnen begründeten, förderten und weiter entwickelten. Ihre Erfahrungen und Fähigkeiten aus Oberschlesien verhalfen ihr zahlreiche lokale und regionale Preise und Auszeichnungen bei der Amateur Athletic Union zu gewinnen. In den Jahren 1941 und 1942 gewann sie Silber bei den Meisterschaften der Amateur Athletic Union und war jahrelang eine der  besten Turnerinnen. Danach wurde sie als Ausbilderin, Schiedsrichterin und Trainerin tätig. Sie war die Trainerin der Frauenmannschaft der Vereinigten Staaten und führte sie zum 9. Platz im Gerätturnen bei den Olympischen Sommerspielen 1956 in Melbourne. Anschließend widmete sie sich der Verbreitung der Mädchen- und Frauengymnastik, organisierte Veranstaltungen und Aufführungen  und war Mitautorin von drei einschlägigen Ratgebern. In den Jahren 1957–1973 lehrte sie Sportunterricht beim Lake Shore Park im Chicago Park District und war mehrere Jahre als Fachdozentin für Gymnastik an der University of Illinois im Campus Chicago tätig.
Im Gedenken an sie wird das Stipendium Erna Wachtel Memorial Scholarship an junge Turnerinnen und Turner vergeben.

## Bücher
- mit Newton Clayton Loken: How to improwe your gymnastic, for girls and women. Athletic Institute, Chicago 1959.
- mit Newton Clayton Loken: Gymnastic for girls and women. Instructor’s guide. Athletic Institute. Chicago 1964.
- mit Newton Clayton Loken: Girls’ Gymnastic. Sterling Publishing, New York City 1967.